# Chlorissa prouti
Chlorissa prouti là một loài bướm đêm trong họ Geometridae.